# Cerneahivske, Berezivka
Cerneahivske (în ucraineană Черняхівське) este un sat în comuna Ivanivka din raionul Berezivka, regiunea Odesa, Ucraina.

## Demografie
Componența lingvistică a localității Cerneahivske
     Ucraineană (83%)
     Rusă (6,5%)
     Română (6%)
Conform recensământului din 2001, majoritatea populației localității Cerneahivske era vorbitoare de ucraineană (83%), existând în minoritate și vorbitori de rusă (6,5%), română (6%) și găgăuză (4,5%).